# Bilišane
Bilišane falu Horvátországban Zára megyében. Közigazgatásilag Obrovachoz tartozik.

## Fekvése
Zárától légvonalban 42, közúton 59 km-re keletre, községközpontjától 10 km-re délkeletre, Dalmácia északi részén és a Bukovica tájegység északi részén fekszik. Két településrésze Bilišani Donji és Bilišani Gornji. Mindkét településrésznek önálló temploma van.

## Története
Területe 1683-ban szabadult fel a török uralom alól, ezt követően pravoszláv lakosság telepedett itt le. A török kiűzése után 1797-ig a Velencei Köztársaság része volt. Miután a francia seregek felszámolták a Velencei Köztársaságot és a Campo Formió-i béke értelmében osztrák csapatok szállták meg. 1806-ban a pozsonyi béke alapján az Első Francia Császárság Illír Tartományának része lett. 1815-ben a bécsi kongresszus újra Ausztriának adta, amely a Dalmát Királyság részeként Zárából igazgatta 1918-ig. A településnek 1857-ben 884, 1910-ben 1332 lakosa volt. Az első világháború után előbb a Szerb-Horvát-Szlovén Királyság, majd Jugoszlávia része lett. A második világháború idején 1941-ben a szomszédos településekkel együtt Olaszország fennhatósága alá került. Az 1943. szeptemberi olasz kapituláció, majd német megszállás után visszatért Horvátországhoz, majd újra Jugoszlávia része lett. 1991-ben lakosságának 99 százaléka szerb nemzetiségű volt. 1991-től szerb lakói csatlakoztak a Krajinai Szerb Köztársasághoz. A Vihar hadművelet idején 1995 augusztusában a horvát hadsereg visszafoglalta a települést. Szerb lakossága elmenekült és közülük legtöbben később sem tértek vissza. A településnek 2011-ben 176 lakosa volt.

## Lakosság
| Lakosság változása | Lakosság változása | Lakosság változása | Lakosság változása | Lakosság változása | Lakosság változása | Lakosság változása | Lakosság változása | Lakosság változása | Lakosság változása | Lakosság változása | Lakosság változása | Lakosság változása | Lakosság változása | Lakosság változása | Lakosság változása |
| ------------------ | ------------------ | ------------------ | ------------------ | ------------------ | ------------------ | ------------------ | ------------------ | ------------------ | ------------------ | ------------------ | ------------------ | ------------------ | ------------------ | ------------------ | ------------------ |
| 1857               | 1869               | 1880               | 1890               | 1900               | 1910               | 1921               | 1931               | 1948               | 1953               | 1961               | 1971               | 1981               | 1991               | 2001               | 2011               |
| 884                | 952                | 956                | 1.045              | 1.249              | 1.332              | 1.009              | 1.315              | 1.064              | 1.127              | 1.146              | 1.008              | 928                | 857                | 29                 | 176                |

## Nevezetességei
- Bilišani Donji Keresztelő Szent János tiszteletére szentelt szerb pravoszláv temploma 1734-ben épült. Négyszögletes alaprajzú, egyhajós épület, négyszögletes szentéllyel, dongaboltozattal, félköríves apszissal. A templomhajót a 18. században nyugati irányban jelentősen meghosszabbították. Homlokzata felett dalmát stílusú, pengefalú, kétnyílású harangtoronnyal. Mellette temető található.
- Bilišani Gornji a Legszentebb Istenanya Születése tiszteletére szentelt szerb pravoszláv temploma 1860-ban épült, felszentelése 1862-ben történt. Latin kereszt alaprajzú, egyhajós épület, a kereszt szárainak metszéspontjában kupolával, félköríves apszissal. Kis méretű harangtornya a homlokzat felett áll. Ablakai, ajtói, harangtornya is neogótikus stílusúak. A falak és a kupoladob íves árkádos díszítése neobizánci stílusú. Ikonosztázát 1864-ben készítették, de a délszláv háború során súlyos károkat szenvedett. A háborút követően a régi adatok felhasználásával restaurálták.